# Clusia hilariana
Clusia hilariana là một loài thực vật có hoa trong họ Bứa. Loài này được Schltdl. mô tả khoa học đầu tiên năm 1833.